# Вааякоскі
Вааякоскі (фін. Vaajakoski) — район міста Ювяскюля в Центральній Фінляндії. Розташований приблизно в семи кілометрах від центру міста на північному кінці озера Пяйянне. Станом на січень 2012 року чисельність населення Вааякоскі складала 1503 осіб.